# Offentlig toalett

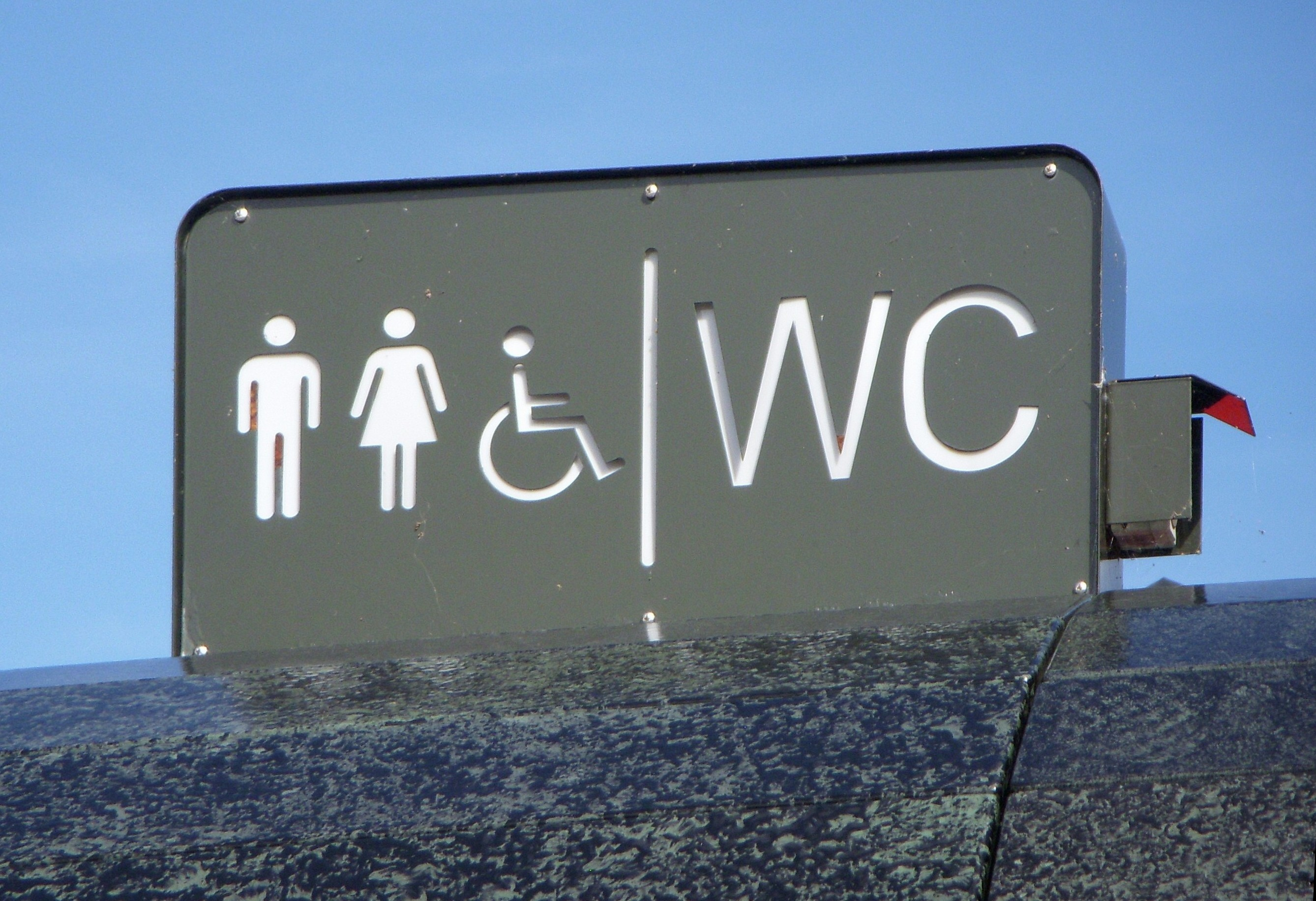
Skylt: WC för rullstolsburna personer.

En offentlig toalett (eller bekvämlighetsinrättning) är ett toalettutrymme avsett för allmänheten.
De kan finnas på torg, järnvägsstationer och andra offentliga platser. Den består av en eller flera toalettstolar, och är ibland indelad i herr- och damavdelning. På herrtoaletter kan det finnas urinoarer. Offentliga toaletter är ofta avgiftsbelagda. Toaletter på till exempel restauranger är ofta reserverade för gästerna. På vissa platser är toaletterna bemannade med personal. Man betalar då en avgift för att bli insläppt. Ofta är dessa toaletter välskötta, då där finns städpersonal på plats hela tiden.
Det finns även "helautomatiska" toaletter som rengör toalettsits och golv efter varje besök och toaletten är uppkopplad 24 timmar om dygnet mot en driftcentral som ser till att driften hela tiden underhålls med säkerhet och hygien. Till den gruppen hör gratistoaletter som är reklamfinansierade genom att kunna erbjuda plats för reklamaffischer.

## Bildexempel

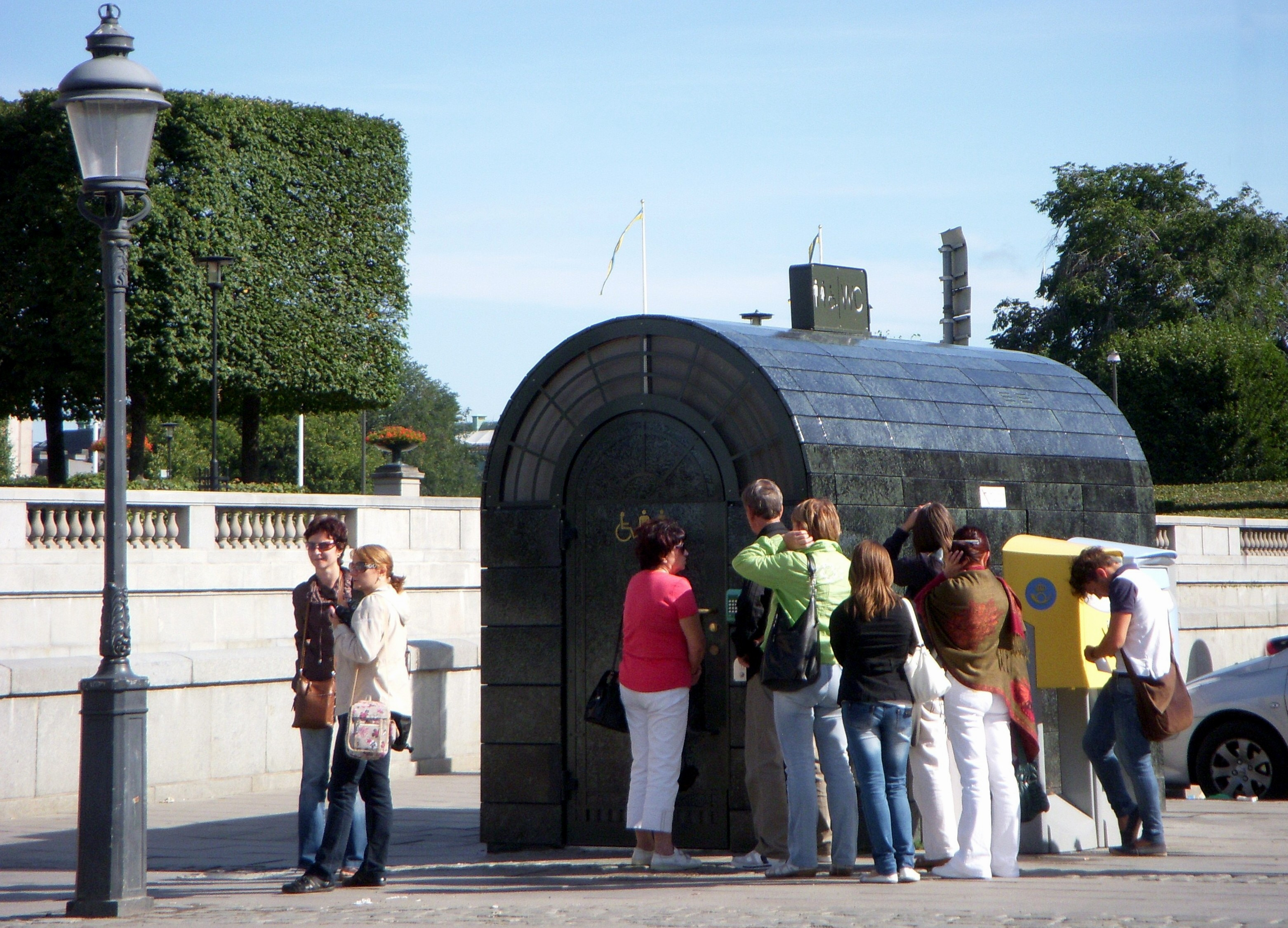
Offentlig toalett i Stockholm
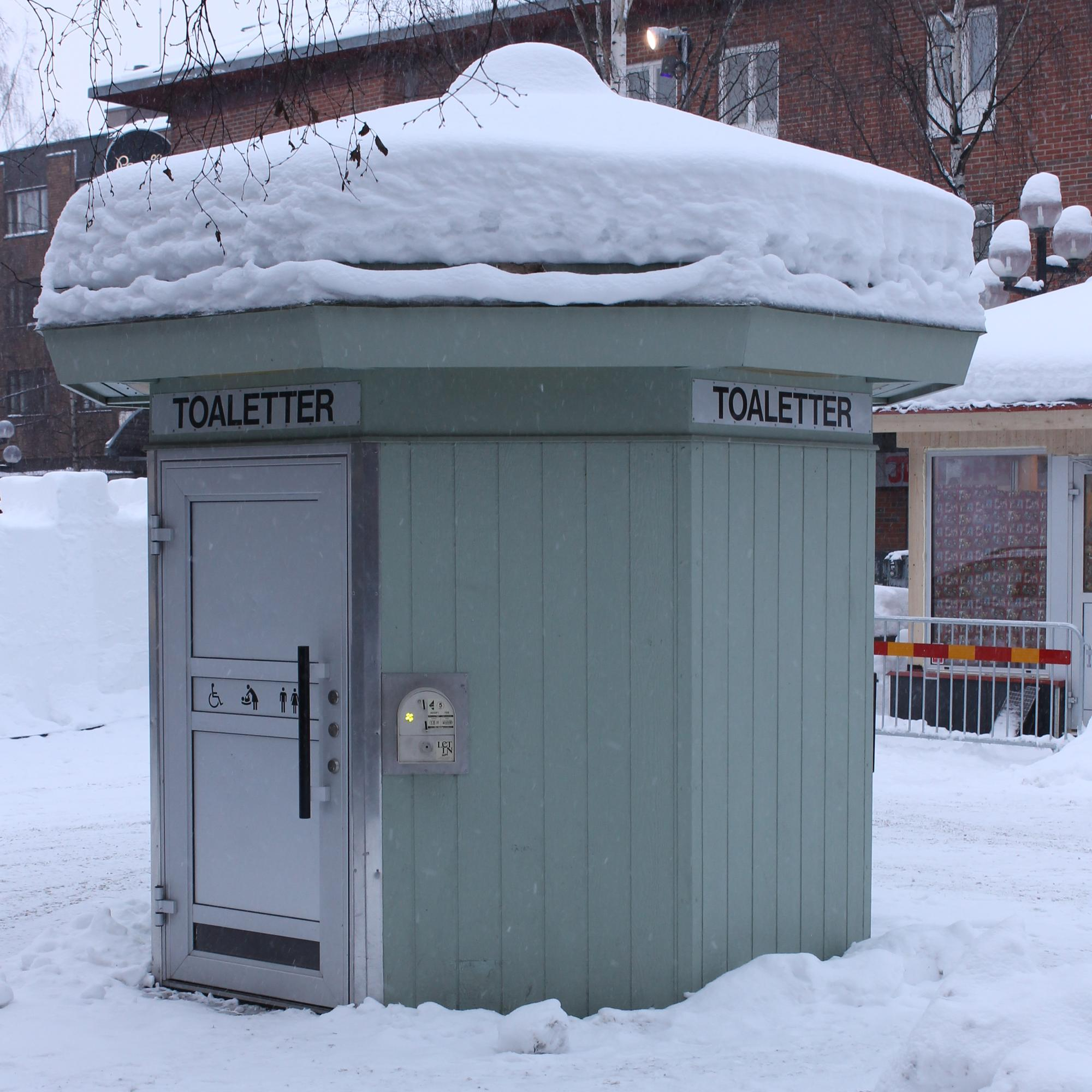
Offentlig toalett i Umeå
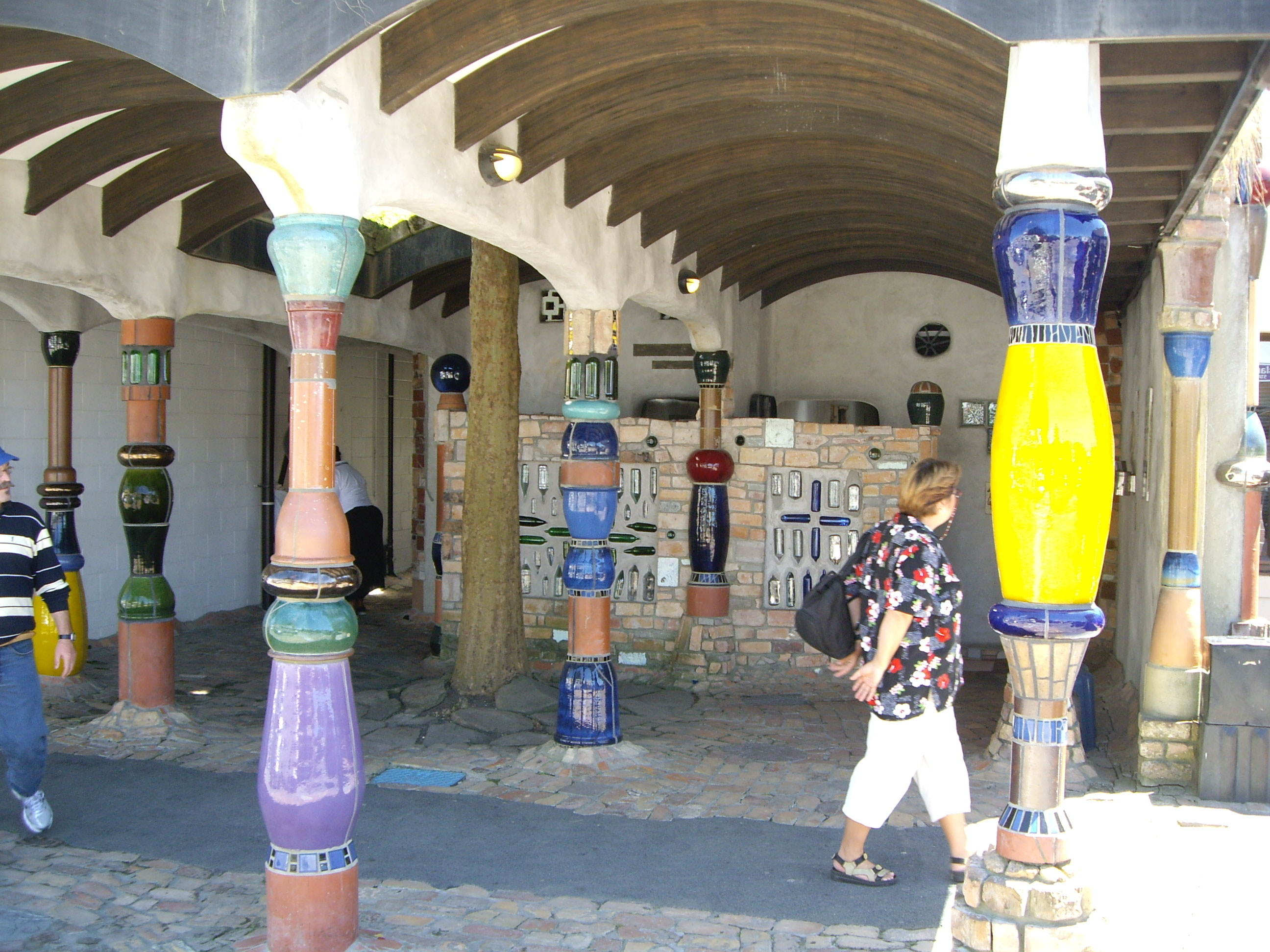
Hundertwasser-toalett i Kawakawa
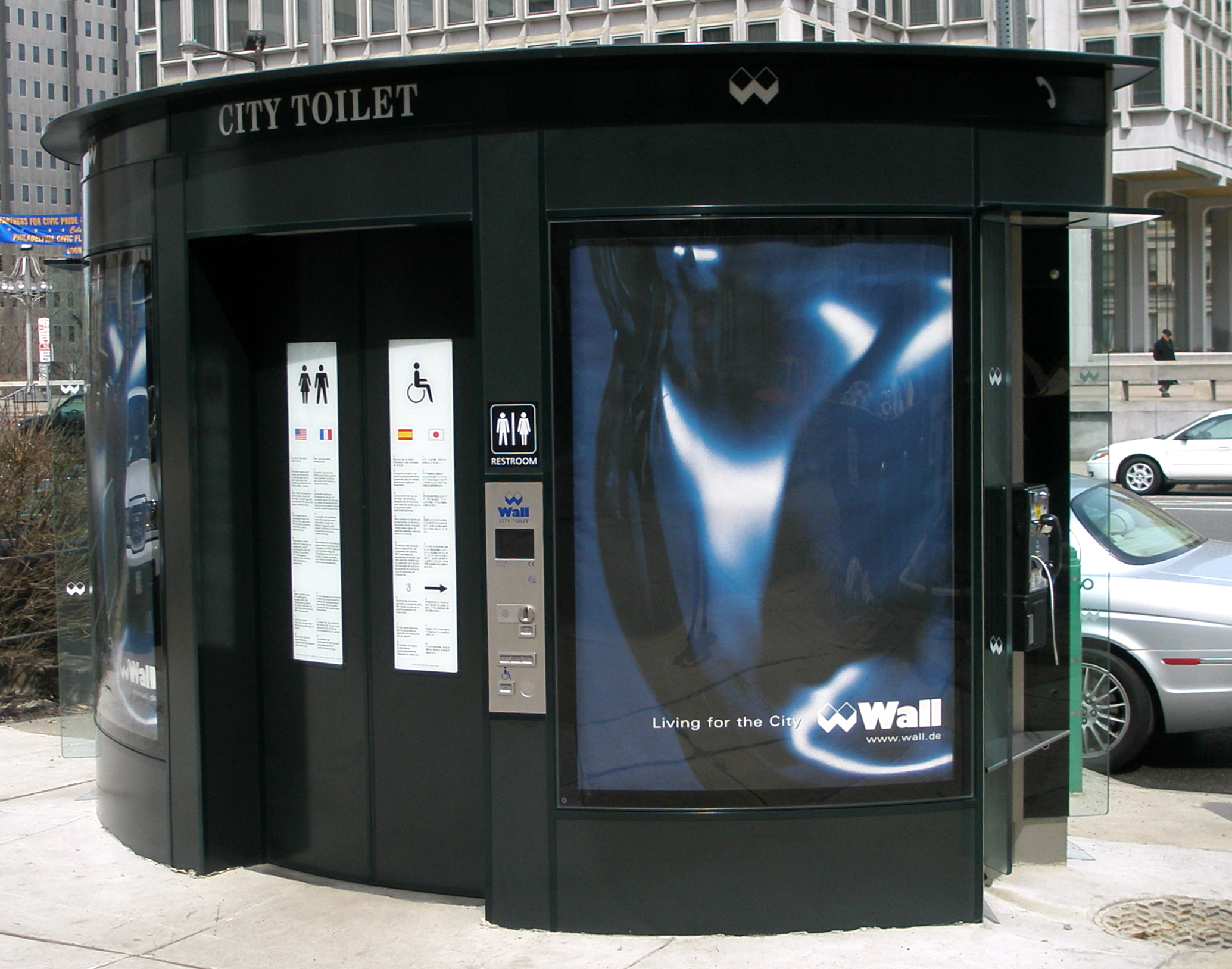
Offentlig toalett i Philadelphia
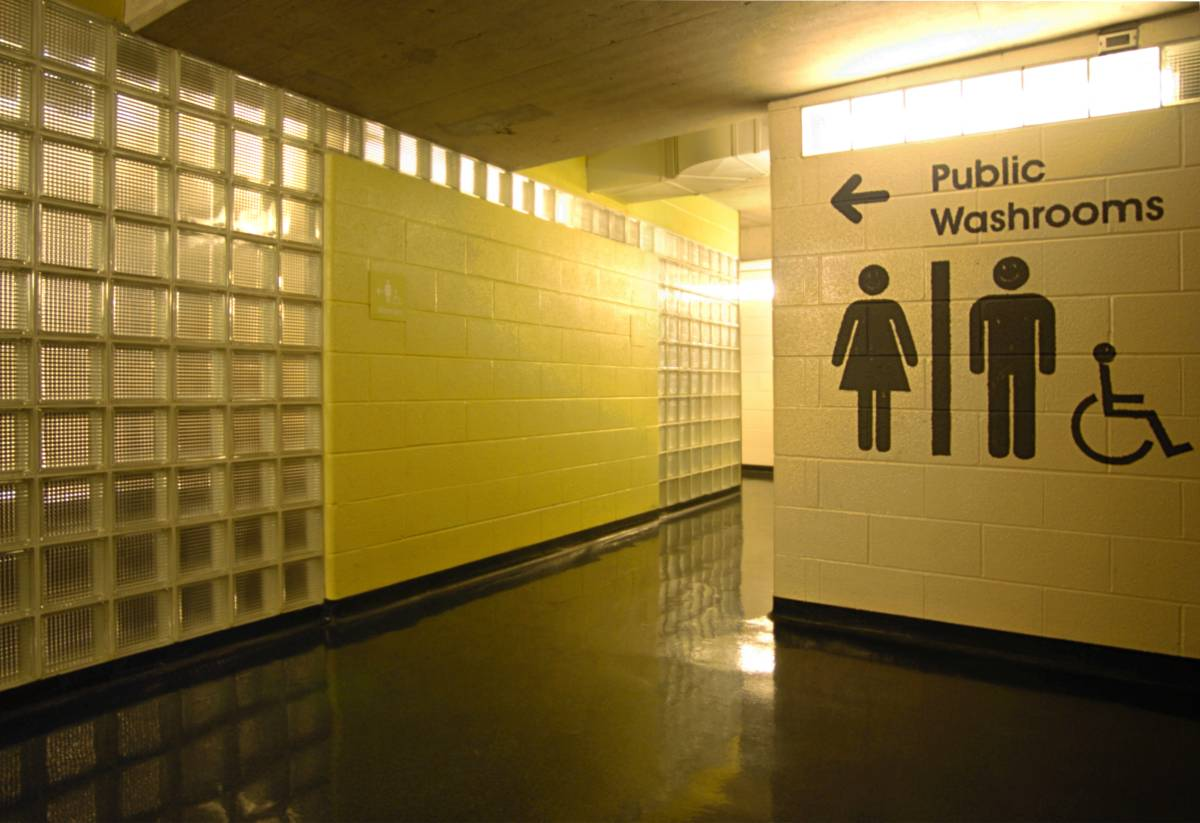
Vägvisning till toalett i Kanada
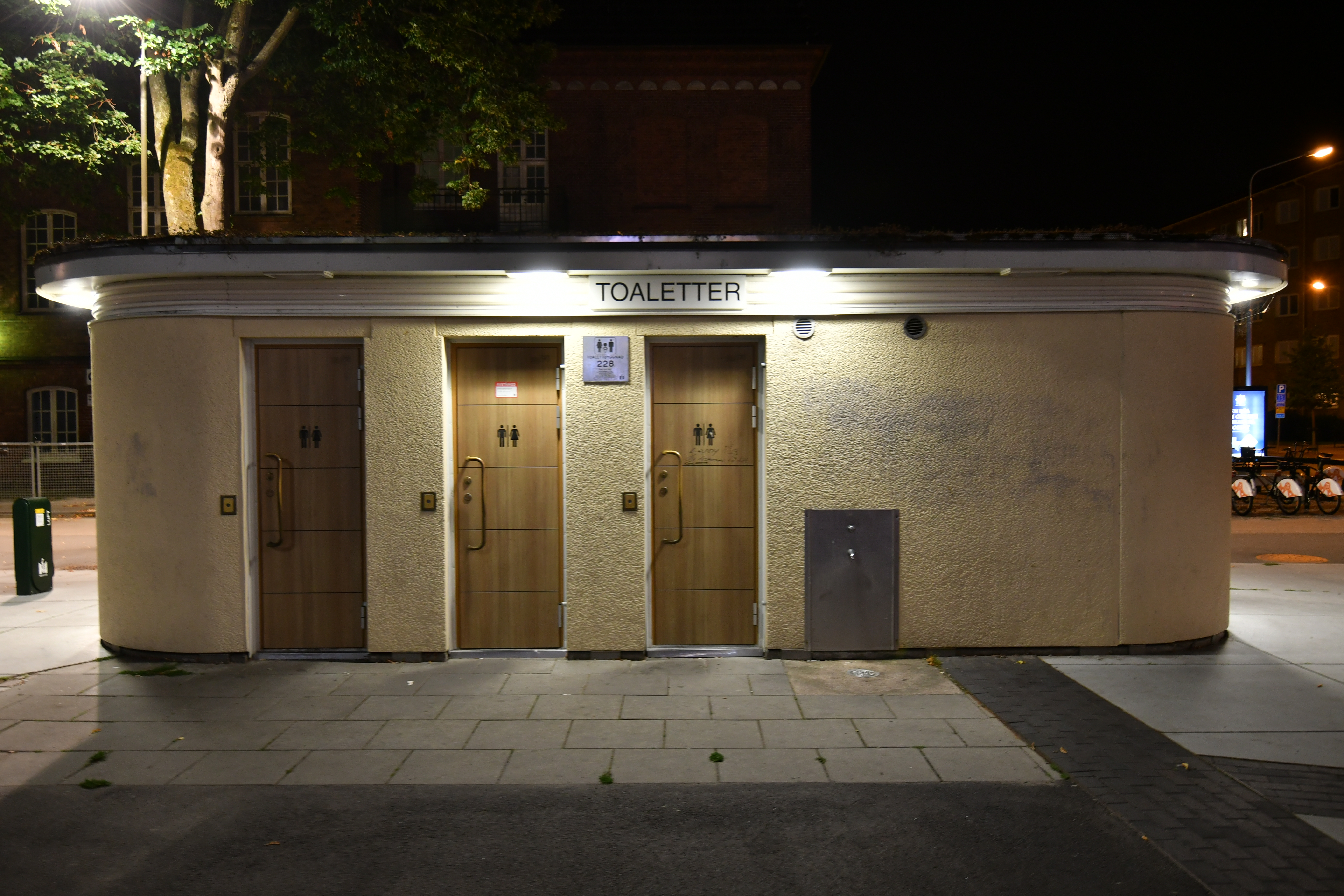
Offentlig toalett i Malmö